# Opmünden
Opmünden ist ein Ortsteil der Gemeinde Bad Sassendorf im nordrhein-westfälischen Kreis Soest.
Der Ort liegt südlich des Kernortes Bad Sassendorf an der L 747. Südlich verläuft die A 44. Östlich erstreckt sich das 8,9872 ha große Naturschutzgebiet Steinbruch Lohner Klei.

## Sehenswürdigkeiten
- Altes Spritzenhaus mit Dorfglocke (Baudenkmal)

## Name
Opmünden wird um 900 zum ersten Mal als Upmenni erwähnt. Dabei steht das Wort Menni für ‚Bach‘ und die Vorsilbe Up als Lagebezeichnung ‚ober‘ oder ‚oberhalb‘. Somit ließe sich Opmünden mit „Oberbach“ übersetzen. Dem gegenüber steht die neuere Deutung als Ort „auf der Höhe“.